# Güneyağıl
Güneyağıl (kurd. Cibir oder Cibirköy) ist ein Dorf im Landkreis Kiğı der türkischen Provinz Bingöl. Güneyağıl liegt 4 – 5 km südlich der Kreisstadt. Wenige Kilometer östlich von Güneyağıl fließt der Peri Çayı, der weiter südlich durch die Özlüce-Talsperre aufgestaut wird. In osmanischen Verzeichnissen hieß der Ort Ceber-i Kiğı und wurde als „nicht muslimisch“ (gayrimüslim) geführt. Der ursprünglich kurdische Dorfname wurde 1928 auf Erlass des Innenministeriums geändert. 2009 nahm das Katasteramt den Namen Cibirköy wieder in das Grundbuch auf.
Im Jahr 2009 wohnten noch 38 Menschen in Güneyağıl.